# Громадський Микола Вікторович
Микола Вікторович Громадський (нар. 1 серпня 1958, село Аполянка, тепер Уманського району Черкаської області) — український радянський діяч, тракторист колгоспу «Промінь Жовтня» Уманського району Черкаської області. Депутат Верховної Ради УРСР 11-го скликання.

## Біографія
Народився в селянській родині. Батько, Віктор Данилович, працював ковалем у колгоспі.
Освіта середня. Закінчив вісім класів школи в селі Аполянці, потім — відділення механізації Уманського сільського професійно-технічного училища Черкаської області. Член ВЛКСМ.
З 1974 року — тракторист колгоспу «Промінь Жовтня» Уманського району Черкаської області. Служив у Радянській армії.
З 1979 року — шофер, механізатор, ланковий механізованої ланки з вирощування цукрових буряків колгоспу «Промінь Жовтня» села Аполянки Уманського району Черкаської області.
Потім — на пенсії в селі Аполянка Уманського району Черкаської області.

## Нагороди
- орден Трудової Слави ІІІ ст.
- ордени
- медалі